# Pseudogaurotina cressoni
Pseudogaurotina cressoni là một họ bọ Cánh cứng trong phân họ Lepturinae, họ bọ cánh cứng sừng dài. Loài này phân bố ở Canada, và Hoa Kỳ.

## Subtaxa
There are two subspecies in species:
- Pseudogaurotina cressoni cressoni (Bland, 1864)
- Pseudogaurotina cressoni lecontei (Casey, 1913)